# Effolderbach
Effolderbach ist ein Stadtteil von Ortenberg im südhessischen Wetteraukreis.

## Geografische Lage
Effolderbach liegt 3,5 km südwestlich des Ortskerns von Ortenberg und 7,5 km südlich von Nidda. Der Ort liegt auf 129 m ü. NHN am Rand des westlichen Vogelsberges auf der rechten Seite der Nidder, unterhalb des Höhenzuges der „Hale“. Sicher vor Hochwasser befindet sich der Ortskern in 5 bis 30 Metern über den Auwiesen. Teils mehrere Meter mächtige Lössböden machen die Landwirtschaft sehr ertragreich. Angeweht wurde der Löss von verwitternden Hängen des vulkanisch entstandenen Vogelsbergs.

## Geschichte

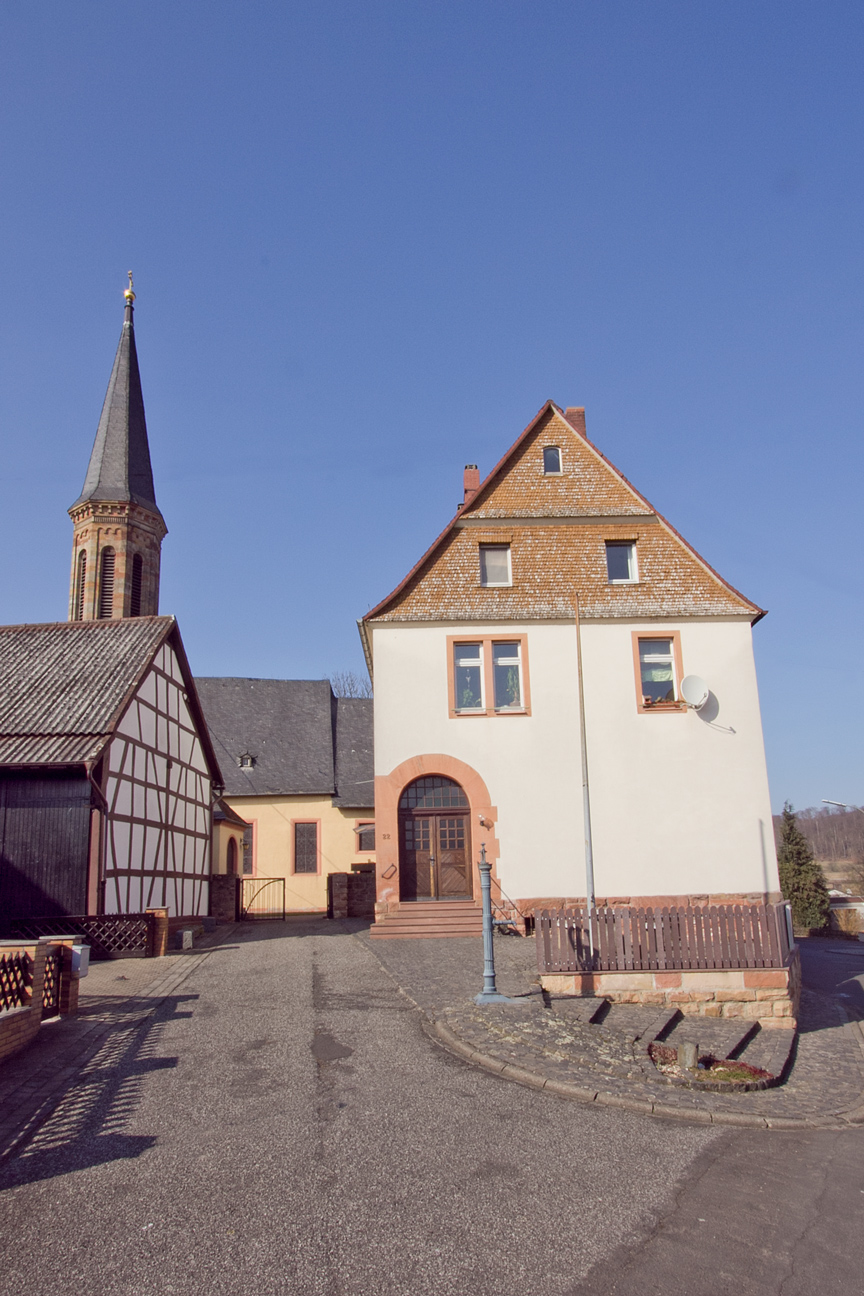
Alte Schule

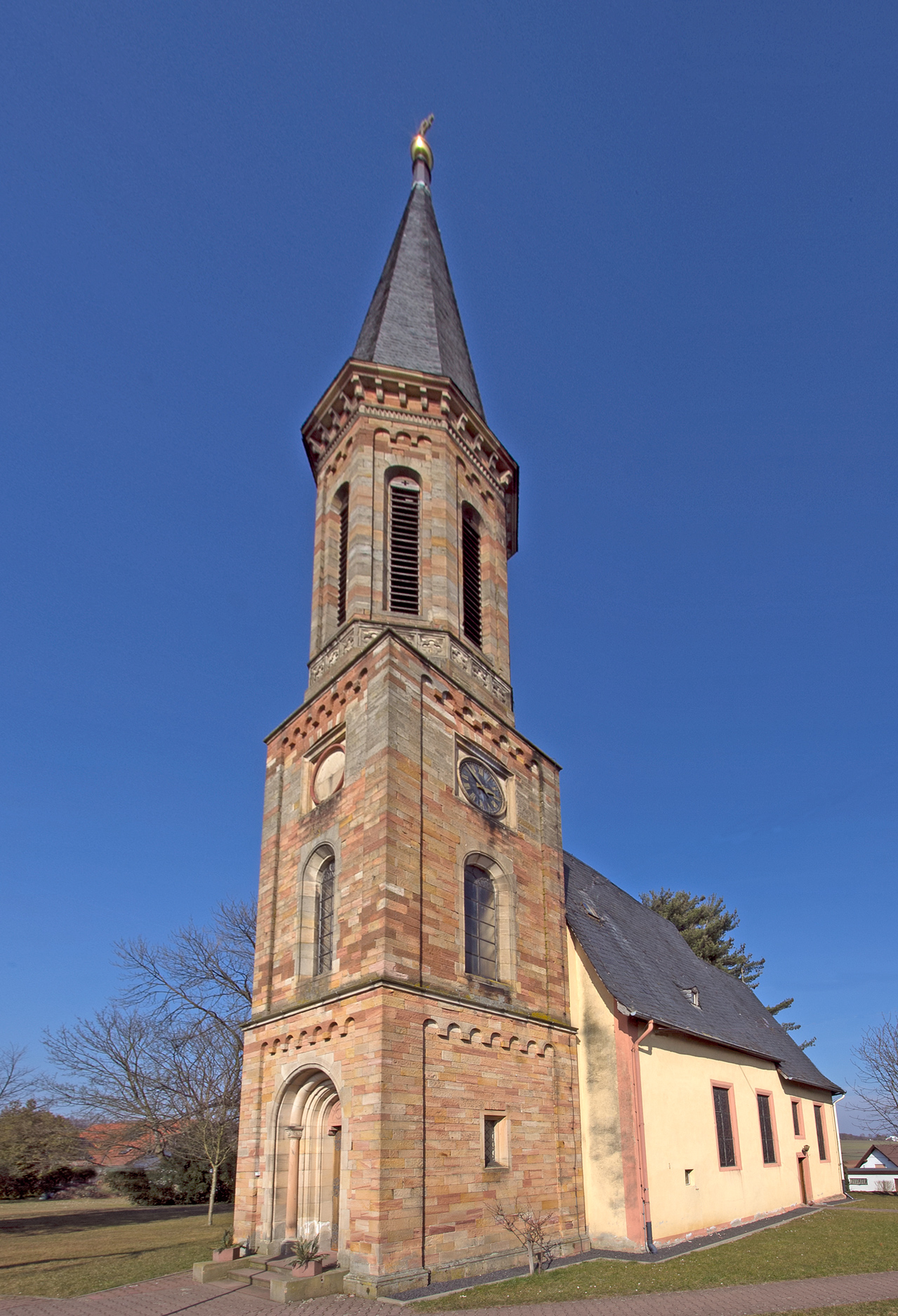
Die Kirche

### Ortsgeschichte
Die älteste bekannte schriftliche Erwähnung von Effolderbach erfolgte im Jahr 1034 unter dem Namen Affalterbahc. Der Ort gehörte im Mittelalter und in der frühen Neuzeit zum Amt Ortenberg, einem Kondominat, das von drei Landesherren aus dem Kreis der Mitglieder des Wetterauer Grafenvereins gebildet wurde. 1601 kam es zu einer Realteilung dieses Kondominats.
Das Dorf selbst blieb aber ein Kondominat: 1787 gehörte es zu 2/6 der Landgrafschaft Hessen-Darmstadt und war dort dem Fürstentum Oberhessen, Amt Lißberg zugeordnet. 1/6 gehörte der Grafschaft Isenburg-Büdingen, Amt Büdingen, Gericht Düdelsheim, 3/6 dem Fürstentum Stolberg-Gedern, wo es der Grafschaft Königstein und deren Amt Gedern zugeordnet war. 1806 fiel der stolbergische Anteil und 1816 auch der Isenburger Anteil, letzterer durch Beschluss des Wiener Kongresses, an Hessen-Darmstadt, das inzwischen zum Großherzogtum Hessen avanciert worden war. Hier gehörte Effolderbach zu 1/3 zum großherzoglichen Dominalamt Ortenberg, zu 1/3 zum standesherrlichen Amt Gedern und zu 1/3 zum Amt Mockstadt. 1821 bildete das Großherzogtum den Landratsbezirk Nidda, in den auch alle Teile des ehemaligen Amtes Ortenberg verschmolzen und der ab 1832 Kreis Nidda hieß.
Die Statistisch-topographisch-historische Beschreibung des Großherzogthums Hessen berichtet 1830 über Effolderbach:

„Effolderbach (L. Bez. Nidda) evangel. Filialdorf; liegt 2 St. von Nidda an der Nidder, hat 68 Häuser und 400 Einw., die außer 2 Kath. evangelisch sind, und unter denen 36 Bauern, 12 Bauern und Handwerker 24 Handwerker und 9 Taglöhner sind. Der Ort hat eine Kirche und die Einwohner beschäftigen sich, außer mit Ackerbau, stark mit dem Mästen von Hämmeln, mit Leineweberei und dem ZwetschenDörren und Handel. – Dieses Dorf besaß Hessen schon früher mit Stollberg-Gedern und Isenburg-Büdingen in Gemeinschaft. Im Jahr 1806 kam der Stollberg-Gedernsche, nunmehr Stollberg-Wernigerodische Antheil, und 1816 der Isenburg-Büdingen’sche Antheil unter Hess. Hoheit.“

Mit der Revolution von 1848 wurde kurzzeitig der Regierungsbezirk Nidda gebildet, 1852 aber der Kreis Nidda wiederbelebt. 1874 kamen die Gebiete des ehemaligen Amtes Ortenberg zum Landkreis Büdingen, der mit der Gebietsreform in Hessen 1972 im Wetteraukreis aufging.
Hessische Gebietsreform (1970–1977)
Die bis dahin selbständige Gemeinde Effolderbach wurde im Zuge der Gebietsreform in Hessen zum 31. Dezember 1971 auf freiwilliger Basis als Stadtteil in die im gleichen Jahr erweiterte Stadt Ortenberg eingemeindet.
Für Effolderbach wurde, wie für die übrigen Stadtteile von Ortenberg, ein Ortsbezirk gebildet.

### Verwaltungsgeschichte im Überblick
Die folgende Liste zeigt die Staaten und Verwaltungseinheiten, denen Effolderbach angehört(e):

- vor 1601: Heiliges Römisches Reich, Amt Ortenberg (Kondominat des Wetterauer Grafenvereins)
- ab 1601: Heiliges Römisches Reich, je ein 1⁄3 (Grafschaft Hanau-Münzenberg, Grafschaft Isenburg, Grafschaft Stolberg)
- ab 1642: Heiliges Römisches Reich, je ein 1⁄3 (Grafschaft Hanau, Grafschaft Isenburg, Grafschaft Stolberg)
- ab 1648: Heiliges Römisches Reich, 1⁄3: Landgrafschaft Hessen-Darmstadt, Amt Lißberg; 1⁄2: Grafschaft Isenburg, Gericht Düdelsheim; 1⁄6: Grafschaft Stolberg, Amt Gedern[10]
- ab 1806: Großherzogtum Hessen (Souveränitätslande),[Anm. 2], Fürstentum Oberhessen, Amt Gedern (zur Standesherrschaft Stolberg gehörig)[11]
- ab 1816: Großherzogtum Hessen (Souveränitätslande), Provinz Oberhessen, Amt Gedern (zur Standesherrschaft Stolberg gehörig) und Amt Lißberg (zur Standesherrschaft Isenburg-Büdingen gehörig)[12]
- 1820: 1⁄3 Großherzogtum Hessen, Provinz Oberhessen, Amt Ortenberg; 1⁄3 Großherzogtum Hessen, Souveränitätslande, Provinz Oberhessen, Amt Gedern (zur Standesherrschaft Stolberg gehörig); 1⁄3 Großherzogtum Hessen, Souveränitätslande, Provinz Oberhessen, Amt Mockstadt (zur Standesherrschaft Isenburg gehörig)
- ab 1822: Großherzogtum Hessen, Provinz Oberhessen, Landratsbezirk Nidda[13][Anm. 3]
- ab 1832: Großherzogtum Hessen, Provinz Oberhessen, Kreis Nidda
- ab 1848: Großherzogtum Hessen, Regierungsbezirk Nidda
- ab 1852: Großherzogtum Hessen, Provinz Oberhessen, Kreis Nidda
- ab 1867: Norddeutscher Bund,[Anm. 4] Großherzogtum Hessen, Provinz Oberhessen, Kreis Nidda
- ab 1871: Deutsches Reich, Großherzogtum Hessen, Provinz Oberhessen, Kreis Nidda
- ab 1874: Deutsches Reich, Großherzogtum Hessen, Provinz Oberhessen, Kreis Büdingen
- ab 1918: Deutsches Reich (Weimarer Republik), Volksstaat Hessen, Provinz Oberhessen, Kreis Büdingen
- ab 1938: Deutsches Reich, Volksstaat Hessen, Kreis Büdingen[14][Anm. 5]
- ab 1945: Amerikanische Besatzungszone,[Anm. 6] Groß-Hessen, Regierungsbezirk Darmstadt, Kreis Büdingen
- ab 1946: Amerikanische Besatzungszone, Land Hessen, Regierungsbezirk Darmstadt, Kreis Büdingen
- ab 1949: Bundesrepublik Deutschland, Land Hessen, Regierungsbezirk Darmstadt, Kreis Büdingen
- ab 1972: Bundesrepublik Deutschland, Land Hessen, Regierungsbezirk Darmstadt, Wetteraukreis, Stadt Ortenberg

### Kirchliche Zugehörigkeit
Der Ort gehörte vor der Reformation zur Diözese Mainz und dort zum Kirchspiel des Klosters Konradsdorf. Kirchliche Mittelbehörde war das Archidiakonat des Propstes des Klosters Ilbenstadt.
Im Zuge der Reformation schlossen sich alle Landesherren des Ortenberger Kondominats der Reformation an, die damit auch Effolderbach Einzug hielt.

## Bevölkerung
Einwohnerstruktur 2011
Nach den Erhebungen des Zensus 2011 lebten am Stichtag dem 9. Mai 2011 in Effolderbach 507 Einwohner. Darunter waren 12 (2,4 %) Ausländer.
Nach dem Lebensalter waren 69 Einwohner unter 18 Jahren, 180 zwischen 18 und 49, 144 zwischen 50 und 64 und 111 Einwohner waren älter.
Die Einwohner lebten in 231 Haushalten. Davon waren 66 Singlehaushalte, 60 Paare ohne Kinder und 69 Paare mit Kindern, sowie 30 Alleinerziehende und 6 Wohngemeinschaften. In 45 Haushalten lebten ausschließlich Senioren und in 147 Haushaltungen lebten keine Senioren.
Einwohnerentwicklung
| • 1791: | 92 hessische Einwohner             |
| • 1800: | 97 hessische Einwohner             |
| • 1806: | 139 hessische Einwohner, 23 Häuser |
| • 1829: | 400 Einwohner, 68 Häuser           |
| • 1867: | 322 Einwohner, 63 bewohnte Gebäude |
| • 1875: | 313 Einwohner, 59 bewohnte Gebäude |

| Effolderbach: Einwohnerzahlen von 1829 bis 2022 | Effolderbach: Einwohnerzahlen von 1829 bis 2022 | Effolderbach: Einwohnerzahlen von 1829 bis 2022 | Effolderbach: Einwohnerzahlen von 1829 bis 2022 | Effolderbach: Einwohnerzahlen von 1829 bis 2022 |
| --- | ----------------------------------------------- | ----------------------------------------------- | ----------------------------------------------- | ----------------------------------------------- |
| Jahr |                                                 |                                                 |                                                 | Einwohner                                       |
| 1829 | 1829                                            |                                                 | 400                                             | 400                                             |
| 1834 | 1834                                            |                                                 | 382                                             | 382                                             |
| 1840 | 1840                                            |                                                 | 403                                             | 403                                             |
| 1846 | 1846                                            |                                                 | 391                                             | 391                                             |
| 1852 | 1852                                            |                                                 | 352                                             | 352                                             |
| 1858 | 1858                                            |                                                 | 365                                             | 365                                             |
| 1864 | 1864                                            |                                                 | 352                                             | 352                                             |
| 1871 | 1871                                            |                                                 | 355                                             | 355                                             |
| 1875 | 1875                                            |                                                 | 343                                             | 343                                             |
| 1885 | 1885                                            |                                                 | 351                                             | 351                                             |
| 1895 | 1895                                            |                                                 | 363                                             | 363                                             |
| 1905 | 1905                                            |                                                 | 356                                             | 356                                             |
| 1910 | 1910                                            |                                                 | 358                                             | 358                                             |
| 1925 | 1925                                            |                                                 | 395                                             | 395                                             |
| 1939 | 1939                                            |                                                 | 358                                             | 358                                             |
| 1946 | 1946                                            |                                                 | 542                                             | 542                                             |
| 1950 | 1950                                            |                                                 | 501                                             | 501                                             |
| 1956 | 1956                                            |                                                 | 470                                             | 470                                             |
| 1961 | 1961                                            |                                                 | 480                                             | 480                                             |
| 1967 | 1967                                            |                                                 | 476                                             | 476                                             |
| 1970 | 1970                                            |                                                 | 469                                             | 469                                             |
| 1980 | 1980                                            |                                                 | ?                                               | ?                                               |
| 1990 | 1990                                            |                                                 | ?                                               | ?                                               |
| 2000 | 2000                                            |                                                 | ?                                               | ?                                               |
| 2008 | 2008                                            |                                                 | 526                                             | 526                                             |
| 2010 | 2010                                            |                                                 | 524                                             | 524                                             |
| 2011 | 2011                                            |                                                 | 507                                             | 507                                             |
| 2014 | 2014                                            |                                                 | 534                                             | 534                                             |
| 2018 | 2018                                            |                                                 | 518                                             | 518                                             |
| 2022 | 2022                                            |                                                 | 498                                             | 498                                             |
| Datenquelle: Historisches Gemeindeverzeichnis für Hessen: Die Bevölkerung der Gemeinden 1834 bis 1967. Wiesbaden: Hessisches Statistisches Landesamt, 1968. Weitere Quellen: ; Stadt Ortenberg:; Zensus 2011; 2022 |                                                 |                                                 |                                                 |                                                 |

Historische Religionszugehörigkeit
| • 1961: | 419 evangelische (= 87,29 %), 59 katholische (= 12,29 %) Einwohner |

## Politik
Für Effolderbach besteht ein Ortsbezirk (Gebiete der ehemaligen Gemeinde Effolderbach) mit Ortsbeirat und Ortsvorsteher nach der Hessischen Gemeindeordnung.
Der Ortsbeirat besteht aus sieben Mitgliedern. Bei den Kommunalwahlen in Hessen 2021 betrug die Wahlbeteiligung zum Ortsbeirat 61,44 %. Alle Kandidaten gehörten der „Kandidatenliste Effolderbach“ an. Der Ortsbeirat wählte Markus Bäckel zum Ortsvorsteher.

## Kulturdenkmäler
Siehe: Liste der Kulturdenkmäler in Effolderbach

## Verkehr
Durch Effolderbach führt die Bahnstrecke Gießen–Gelnhausen (Lahn-Kinzig-Bahn) und hat dort einen Haltepunkt. 

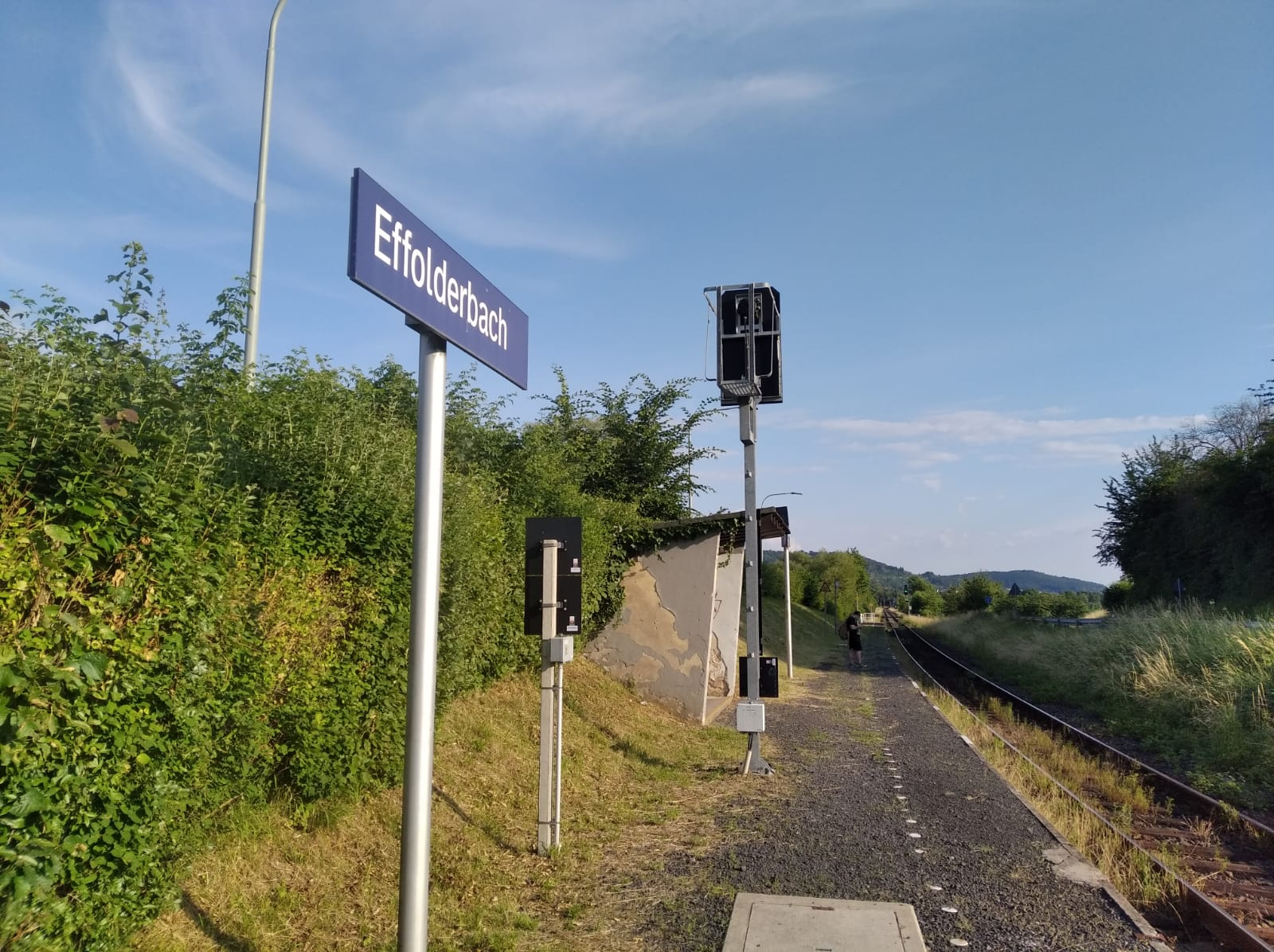
Haltepunkt Effolderbach

Nördlich am Ortsrand führt die Bundesstraße 275 vorbei.

## Persönlichkeiten
- Richard Wolf (1875–1955), hessischer Landtagsabgeordneter (HBB)
- Nico Laska (* 1996), deutscher Popsänger